# Feng zai qi shi
Pour plus de détails, voir Fiche technique et Distribution.
Feng zai qi shi (風再起時, litt. « Quand le vent reprend »), est un film sino-hongkongais écrit et réalisé par Philip Yung et sorti en 2021 à Hong Kong.
Aaron Kwok et Tony Leung Chiu-wai tiennent les rôles de deux officiers de police corrompus des années 1960, respectivement Lam Kong (zh) et Lui Lok.

## Synopsis
Lui Lok (Aaron Kwok) est devenu un officier de police afin de faire respecter la justice mais la corruption généralisée au sein des forces de police l'empêche de rester indépendant. Il décide alors de se faire un nom au sein de la police en contrôlant le crime organisé.
Lam Kong (zh) (Tony Leung Chiu-wai), qui ressemble à un gentleman au premier abord, est particulièrement actif au sein de la police et dans les milieux sociaux, jetant ainsi les bases d'un empire de la corruption qu'il construit avec Lui. Tous les deux sont la tête et les bras travaillant à l’unisson et deviennent respectivement inspecteurs en chef de l'île de Hong Kong et de Kowloon dans les Nouveaux Territoires en 1962. Ils dominent le crime organisé et dirigent des dizaines de milliers de policiers.
Lam a depuis longtemps compris le cynisme et la naïveté de Lui et planifie de se retourner contre lui. Quand celui-ci découvre que tout ne se passe pas comme il l'avait imaginé, il s'engage à reprendre de force le pouvoir de Lam.

## Fiche technique
- Titre original : 風再起時, Feng zai qi shi
- Titre anglais : Where the Wind Blows
- Réalisation : Philip Yung
- Scénario : Philip Yung
- Production : Julia Chu
- Société de production : Mei Ah Film Production, Dadi Century Films et Global Group Films
- Société de distribution : Mei Ah Entertainment (en)
- Pays d'origine :  Hong Kong et  Chine
- Langue originale : cantonais
- Format : couleur
- Genre : gangsters, policier
- Dates de sortie :
  -  Hong Kong : 1er avril 2021

## Distribution
- Aaron Kwok : Lui Lok
- Tony Leung Chiu-wai : Lam Kong (zh)
- Patrick Tam : Ngan Hung (zh)
- Michael Chow : Hon Sam (zh)
- Michael Hui
- Du Juan
- Louis Cheung
- Michael Ning (en)
- Ron Ng (en)
- Tse Kwan-ho (en)
- Maggie Cheung Ho-yee (en)
- Elaine Jin
- Cheung Siu-fai
- Lawrence Ko (en)
- Jessie Li (en)
- Wan Yeung-ming (en)
- Eddie Chan
- Tai Po
- Stephen Ho
- Belinda Yan
- Lam Yiu-sing
- Rose Chan

## Production

### Développement
Le projet est annoncé pour la première fois au Hong Kong FilmArt en mars 2017 et devait être réalisé par Philip Yung et avec Aaron Kwok dans le premier rôle, qui avaient tous deux déjà collaboré sur le film Dap huet cam mui.
En août 2017, il est annoncé que Tony Leung Chiu-wai a rejoint la distribution, tout comme Patrick Tam et Michael Chow. Kwok, Leung, Tam et Chow interprète ainsi les « Quatre inspecteurs » (四大探長) de Hong Kong tombés pour corruption dans les années 1970.

### Tournage
Le tournage de Feng zai qi shi débute en octobre 2017. Une conférence de presse est tenue le 13 novembre 2017,. Kwok, qui interprète Lui Lok dans le film, avait déjà joué son fils fictif, Bill Lee, dans Lee Rock 2 (1991) avec Andy Lau dans le rôle de Lui.

## Sortie
Feng zai qi shi était prévu pour fin 2018, mais n'est toujours pas sorti début 2019. Il est annoncé pour le 1er avril 2021.

## Distinctions
- Hong Kong Film Awards 2023 : Meilleur second rôle masculin pour Michael Hui, meilleurs décors et meilleurs costumes et maquillages